# Swietłana Nagiejkina
Swietłana Wiaczesławowna Nagiejkina (ros Светлана Вячеславовна Нагейкина, ur. 2 lutego 1965 w Tambowie) – biegaczka narciarska reprezentująca ZSRR, Rosję i Białoruś, złota medalistka olimpijska i zwyciężczyni FIS Marathon Cup.

## Kariera
Igrzyska olimpijskie w Calgary w 1988 r. były jej olimpijskim debiutem. Wraz z Niną Gawriluk, Tamarą Tichonową i Anfisą Riezcową zdobyła złoty medal w sztafecie 4 × 5 km. W swoim najlepszym starcie indywidualnym, w biegu na 10 km techniką klasyczną zajęła 4. miejsce. Na igrzyskach olimpijskich w Lillehammer jej najlepszym wynikiem było 9. miejsce w biegu na 30 km stylem klasycznym. Podczas igrzysk w Nagano wystartowała tylko w jednym biegu, na 15 km stylem klasycznym zajmując 16. miejsce. Startowała także na igrzyskach olimpijskich w Salt Lake City, gdzie jej najlepszym wynikiem było 5. miejsce w sztafecie oraz w biegu na 15 km techniką dowolną.
W 1991 r. zadebiutowała na mistrzostwach świata startując na mistrzostwach w Val di Fiemme. W swoim najlepszym starcie, na 30 km techniką dowolną była piąta. Dwa lata później, podczas mistrzostw świata w Falun spisała się słabiej, bowiem jej najlepszym wynikiem było 19. miejsce w biegu na 15 km stylem klasycznym. Na mistrzostwach świata w Trondheim wystartowała tylko w biegu na 30 km techniką klasyczną zajmując 10. miejsce. Mistrzostwa świata w Ramsau były najlepszymi w jej karierze. Dwukrotnie była blisko medalu, ale ostatecznie zajęła 4. miejsce w biegach na 5 oraz 30 km stylem klasycznym. Startowała także na mistrzostwach świata w Lahti oraz mistrzostwach w Val di Fiemme w 2003 r. W obu przypadkach jej najlepszym indywidualnym wynikiem było 8. miejsce odpowiednio w biegu na 10 km stylem klasycznym oraz w biegu łączonym na 10 km. W 2003 r. była także piąta w sztafecie.
Najlepsze wyniki w Pucharze Świata osiągnęła w sezonie 1989/1990, kiedy to zajęła 4. miejsce w klasyfikacji generalnej. W sezonie 1997/1998 zajęła drugie miejsce w klasyfikacji długodystansowej. Łącznie 18 razy stawała na podium zawodów Pucharu Świata odnosząc przy tym jedno zwycięstwo. Równocześnie do startów w PŚ Nagiejkina startowała w cyklu FIS Marathon Cup, zwyciężając w klasyfikacji generalnej sezonu 1999/2000. Łącznie cztery razy stawała na podium zawodów FIS MC, za każdym razem zwyciężając: w latach 2000 i 2002 wygrywała szwedzki Vasaloppet, a w 2000 roku także włoski Marcialonga i niemiecki König-Ludwig-Lauf. Nagiejkina była też mistrzynią ZSRR w sztafecie w 1987 r. oraz sześciokrotnie mistrzynią Rosji (w 1993 r. na 5 km, 30 km i w sztafecie, w 1996 r. na 5 km, na 50 km w 1998 r. oraz w 2001 r. na 30 km).

## Osiągnięcia

### Igrzyska Olimpijskie
| Miejsce | Dzień     | Rok  | Miejscowość    | Konkurencja             | Czas biegu  | Strata      | Zwyciężczyni      |
| ------- | --------- | ---- | -------------- | ----------------------- | ----------- | ----------- | ----------------- |
| 4.      | 14 lutego | 1988 | Calgary        | 10 km stylem klasycznym | 30:08.3 min | +18.2 s     | Vida Vencienė     |
| 8.      | 17 lutego | 1988 | Calgary        | 5 km stylem klasycznym  | 15:04.0 min | +25.9 s     | Marjo Matikainen  |
| 1.      | 21 lutego | 1988 | Calgary        | Sztafeta 4 × 5 km       | 59:51.1 min | -           | -                 |
| 16.     | 15 lutego | 1994 | Lillehammer    | 5 km stylem klasycznym  | 14:08.8 min | +59.7 s     | Lubow Jegorowa    |
| 19.     | 17 lutego | 1994 | Lillehammer    | 5+10 km pościgowy       | 41:38.9 min | +2:53.6 min | Lubow Jegorowa    |
| 9.      | 24 lutego | 1994 | Lillehammer    | 30 km stylem klasycznym | 1:25:41.6 h | +2:15.6 min | Manuela Di Centa  |
| 16.     | 8 lutego  | 1998 | Nagano         | 15 km stylem klasycznym | 46:55.4 min | +2:27.1 min | Olga Daniłowa     |
| 5.      | 9 lutego  | 2002 | Salt Lake City | 15 km stylem dowolnym   | 39:54.4 min | +23.5 s     | Stefania Belmondo |
| 14.     | 12 lutego | 2002 | Salt Lake City | 10 km stylem klasycznym | 28:05.6 min | +1:42.8 min | Bente Skari       |
| 5.      | 21 lutego | 2002 | Salt Lake City | Sztafeta 4 × 5 km       | 49:30.6 min | +1:07.3 min | Niemcy            |
| 11.     | 24 lutego | 2002 | Salt Lake City | 30 km stylem klasycznym | 1:30:57.1 h | +4:54.5 min | Gabriella Paruzzi |

### Mistrzostwa świata
| Miejsce | Dzień     | Rok  | Miejscowość   | Konkurencja             | Czas biegu  | Strata      | Zwyciężczyni      |
| ------- | --------- | ---- | ------------- | ----------------------- | ----------- | ----------- | ----------------- |
| 8.      | 8 lutego  | 1991 | Val di Fiemme | 15 km stylem klasycznym | 14:04.2 min | +2:09.5 min | Jelena Välbe      |
| 14.     | 10 lutego | 1991 | Val di Fiemme | 10 km stylem dowolnym   | 28:25.9 min | ?           | Jelena Välbe      |
| 5.      | 16 lutego | 1991 | Val di Fiemme | 30 km stylem dowolnym   | 28:25.9 min | +3:09.1 min | Lubow Jegorowa    |
| 19.     | 19 lutego | 1993 | Falun         | 15 km stylem klasycznym | 44:49.0 min | +3:31.5 min | Jelena Välbe      |
| 31.     | 27 lutego | 1993 | Falun         | 30 km stylem dowolnym   | 1:22:41.3 h | +8:24.1 min | Stefania Belmondo |
| 10.     | 23 lutego | 1997 | Trondheim     | 30 km stylem klasycznym | 13:32.7 min | +3:50.8 min | Jelena Välbe      |
| 4.      | 22 lutego | 1999 | Ramsau        | 5 km stylem klasycznym  | 12:49.8 min | +25.0 s     | Bente Skari       |
| 11.     | 23 lutego | 1999 | Ramsau        | 5+10 km pościgowy       | 42:27.9 min | +1:44.2 min | Stefania Belmondo |
| 4.      | 27 lutego | 1999 | Ramsau        | 30 km stylem klasycznym | 1:29:19.9 h | +2:11.0 min | Łarisa Łazutina   |
| 11.     | 15 lutego | 2001 | Lahti         | 15 km stylem klasycznym | 43:54.8 min | +2:18.5 min | Bente Skari       |
| 8.      | 20 lutego | 2001 | Lahti         | 10 km stylem klasycznym | 29:13.5 min | +1:27.0 min | Bente Skari       |
| DNS     | 18 lutego | 2003 | Val di Fiemme | 15 km stylem klasycznym | 39:40.9 min | -           | Bente Skari       |
| 8.      | 22 lutego | 2003 | Val di Fiemme | 10 km łączony           | 26:38.4 min | +5.1 s      | Kristina Šmigun   |
| 5.      | 24 lutego | 2003 | Val di Fiemme | Sztafeta 4 × 5 km       | 50:54.7 min | +1:30.7 min | Niemcy            |
| 13.     | 28 lutego | 2003 | Val di Fiemme | 30 km stylem dowolnym   | 1:14:29.8 h | +4:16.5 min | Olga Zawjałowa    |

### Puchar Świata

#### Miejsca w klasyfikacji generalnej
- sezon 1987/1988 – 9.
- sezon 1988/1989 – 24.
- sezon 1989/1990 – 4.
- sezon 1990/1991 – 8.
- sezon 1991/1992 – 12.
- sezon 1992/1993 – 13.
- sezon 1993/1994 – 6.
- sezon 1995/1996 – 13.
- sezon 1996/1997 – 18.
- sezon 1997/1998 – 6.
- sezon 1998/1999 – 7.
- sezon 1999/2000 – 10.
- sezon 2000/2001 – 16.
- sezon 2001/2002 – 23.
- sezon 2002/2003 – 44.
- sezon 2003/2004 – 44.
- sezon 2004/2005 – 54.
- sezon 2005/2006 – 107.

#### Miejsca na podium
| Nr  | Dzień      | Rok  | Miejscowość    | Konkurencja              | Czas biegu  | Strata      | Miejsce | Zwycięzca            |
| --- | ---------- | ---- | -------------- | ------------------------ | ----------- | ----------- | ------- | -------------------- |
| 1.  | 27 marca   | 1988 | Rovaniemi      | 10 km stylem dowolnym    | ?           | ?           | 3       | Marie-Helene Östlund |
| 2.  | 7 stycznia | 1989 | Kawgołowo      | 15 km stylem klasycznym  | ?           | ?           | 2       | Jelena Välbe         |
| 3.  | 9 grudnia  | 1989 | Salt Lake City | 5 km stylem klasycznym   | ?           | ?           | 3       | Jaana Savolainen     |
| 4.  | 15 grudnia | 1989 | Thunder Bay    | 15 km stylem klasycznym  | ?           | ?           | 3       | Łarisa Łazutina      |
| 5.  | 20 lutego  | 1990 | Val di Fiemme  | 10 km stylem klasycznym  | ?           | ?           | 3       | Jelena Välbe         |
| 6.  | 25 lutego  | 1990 | Bohinj         | 10 km stylem klasycznym  | ?           | –           | 1       | –                    |
| 7.  | 2 marca    | 1990 | Lahti          | 5 km stylem dowolnym     | ?           | ?           | 2       | Jelena Välbe         |
| 8.  | 5 stycznia | 1991 | Mińsk          | 30 km stylem klasycznym  | ?           | ?           | 2       | Jelena Välbe         |
| 9.  | 7 grudnia  | 1991 | Silver Star    | 5 km stylem klasycznym   | 15:09.3 min | +18.0 s     | 3       | Jelena Välbe         |
| 10. | 19 marca   | 1994 | Thunder Bay    | 5 km stylem klasycznym   | 13:11.0 min | +4.2 s      | 3       | Łarisa Łazutina      |
| 11. | 20 grudnia | 1997 | Davos          | 10 km stylem klasycznym  | 44:01.3 min | +2.2 s      | 2       | Jelena Välbe         |
| 12. | 7 marca    | 1998 | Lahti          | 15 km stylem dowolnym    | 38:49.3 min | +1:18.3 min | 3       | Stefania Belmondo    |
| 13. | 14 marca   | 1998 | Oslo           | 30 km stylem klasycznym  | 1:41:41.2 h | +2:23.9 min | 2       | Łarisa Łazutina      |
| 14. | 9 stycznia | 1999 | Nové Město     | 10 km stylem klasycznym  | 30:57.4 min | +25.5 s     | 3       | Bente Skari          |
| 15. | 13 marca   | 1999 | Falun          | 15 km stylem klasycznym  | 42:18.8 min | +18.0 s     | 2       | Łarisa Łazutina      |
| 16. | 27 grudnia | 1999 | Engelberg      | Sprint stylem klasycznym | ?           | ?           | 3       | Nina Gawriluk        |
| 17. | 5 lutego   | 2000 | Lillehammer    | 10 km łączony            | 27:03.7 min | +6.2 s      | 3       | Łarisa Łazutina      |
| 18. | 8 stycznia | 2002 | Val di Fiemme  | 15 km stylem klasycznym  | 40:37.4 min | +46.2 s     | 3       | Bente Skari          |

### FIS Marathon Cup

#### Miejsca w klasyfikacji generalnej
- sezon 1999/2000: 1.
- sezon 2001/2002: 7.

#### Miejsca na podium
| Nr | Dzień   | Rok  | Zawody            | Dystans                 | Czas biegu  | Strata | Pozycja | Zwyciężczyni |
| -- | ------- | ---- | ----------------- | ----------------------- | ----------- | ------ | ------- | ------------ |
| 1. | styczeń | 2000 | Marcialonga       | 70 km stylem klasycznym | 3:14:49 h   | -      | 1.      | -            |
| 2. | luty    | 2000 | König-Ludwig-Lauf | 51 km stylem klasycznym | 2:20:28.0 h | -      | 1.      | -            |
| 3. | marzec  | 2000 | Vasaloppet        | 90 km stylem klasycznym | 4.52.35 h   | -      | 1.      | -            |
| 4. | 3 marca | 2002 | Vasaloppet        | 90 km stylem klasycznym | 4.38.47 h   | -      | 1.      | -            |